# Erddamm (Malchow)
Der Erddamm in Malchow ist ein Damm in der Stadt Malchow in Mecklenburg-Vorpommern. Er dient der Erreichbarkeit der Insel der Stadt vom Ostufer des Malchower Sees. Auf dem Erddamm beginnt die Lange Straße, die über die Insel führt und an der Drehbrücke am Westufer der Insel endet.

## Geschichte
Seit dem Ende des 13. Jahrhunderts ist neben einer Fährverbindung auch eine „lange Brücke“ belegt, die von der Insel zum Südufer des Malchower Sees führte. Am 13. April 1292 verlieh Fürst Nikolaus von Werle der Stadt das Besitzrecht an der Brücke, verbunden mit der Verpflichtung zum Erhalt. Zu ihrem Unterhalt wurde Brückenzoll erhoben. Dennoch kam es immer wieder zu Beschwerden; so beispielsweise wegen hochstehendem Wasser, das durch die Anstauung des Plauer Sees entstand.
Nach dem Dreißigjährigen Krieg war die Brücke kaum noch nutzbar. Malchow und Umgebung waren durch den Krieg sehr geschwächt, weshalb die Reparatur und der Wiederaufbau der Brücke nicht möglich war. Zudem verhinderte das zweimalige Niederbrennen der gesamten Stadt einen baldigen Wiederaufbau der Brücke. Als Ersatz wurde ein Fährdienst etabliert. Ab 13. Mai 1727 schloss die Stadt mit dem Schiffbaumeister Heinrich Watermann einen Vertrag über den Bau und Betrieb einer Fähre. Auf der Schmettauschen Karte von 1780/82 ist diese Fährverbindung eingezeichnet. 1844 wurden die Bauarbeiten am Erddamm begonnen. Mit der Eröffnung des Erddamms am 26. Februar 1846 wurde der Fährdienst eingestellt.
Als Bürgermeister der Stadt veranlasste Friedrich Johann Meyer den Bau des Damms. Er erhielt hierfür später einen Gedenkstein auf der Mitte des Erddamms.
Der Erddamm war Teil eines größeren Projekts mit dem Bau der Chausseestraße Malchow-Röbel-Wittstock. 1892 schrieb der Magistrat der Stadt die Errichtung eines Fußgängerwegs aus.

## Gegenwart
Der Erddamm ist entlang der Lange Straße beidseitig von Linden gesäumt. Nach Sanierungsarbeiten in der Mitte der 2000er Jahre wurden diese neu angepflanzt und ersetzten ältere Bäume. Im Rahmen der Sanierungsarbeiten wurden die Parkflächen für Kraftfahrzeuge formalisiert und eingeschränkt. Es entstanden Sitzmöglichkeiten und ein naturbelassener Gehweg auf der Südseite. Der Erddamm ist Teil eines zusammenhängenden Denkmalbereichs, den hauptsächlich die Insel der Stadt bildet.

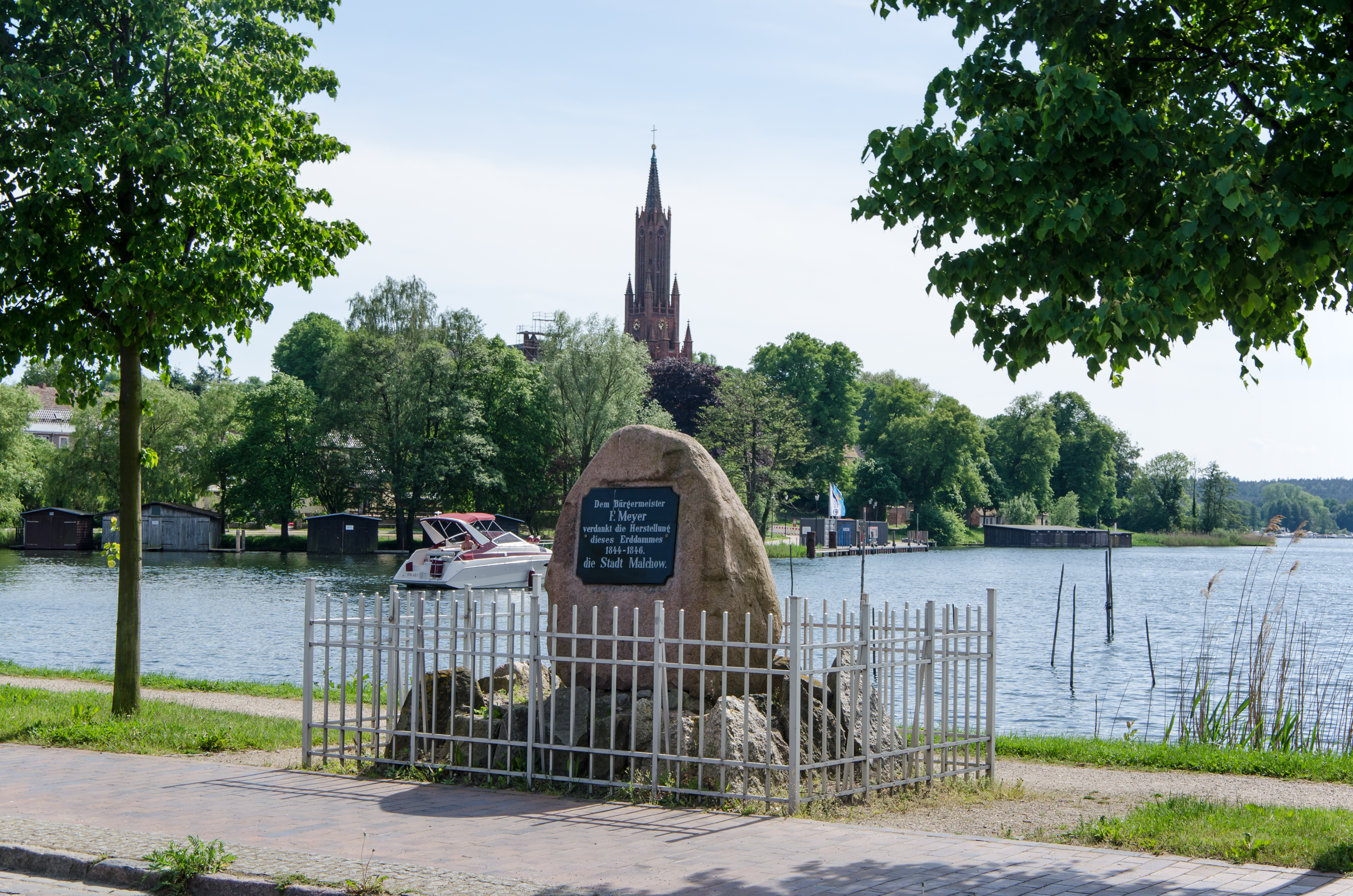
Gedenkstein für den Malchower Bürgermeister Friedrich Johann Meyer
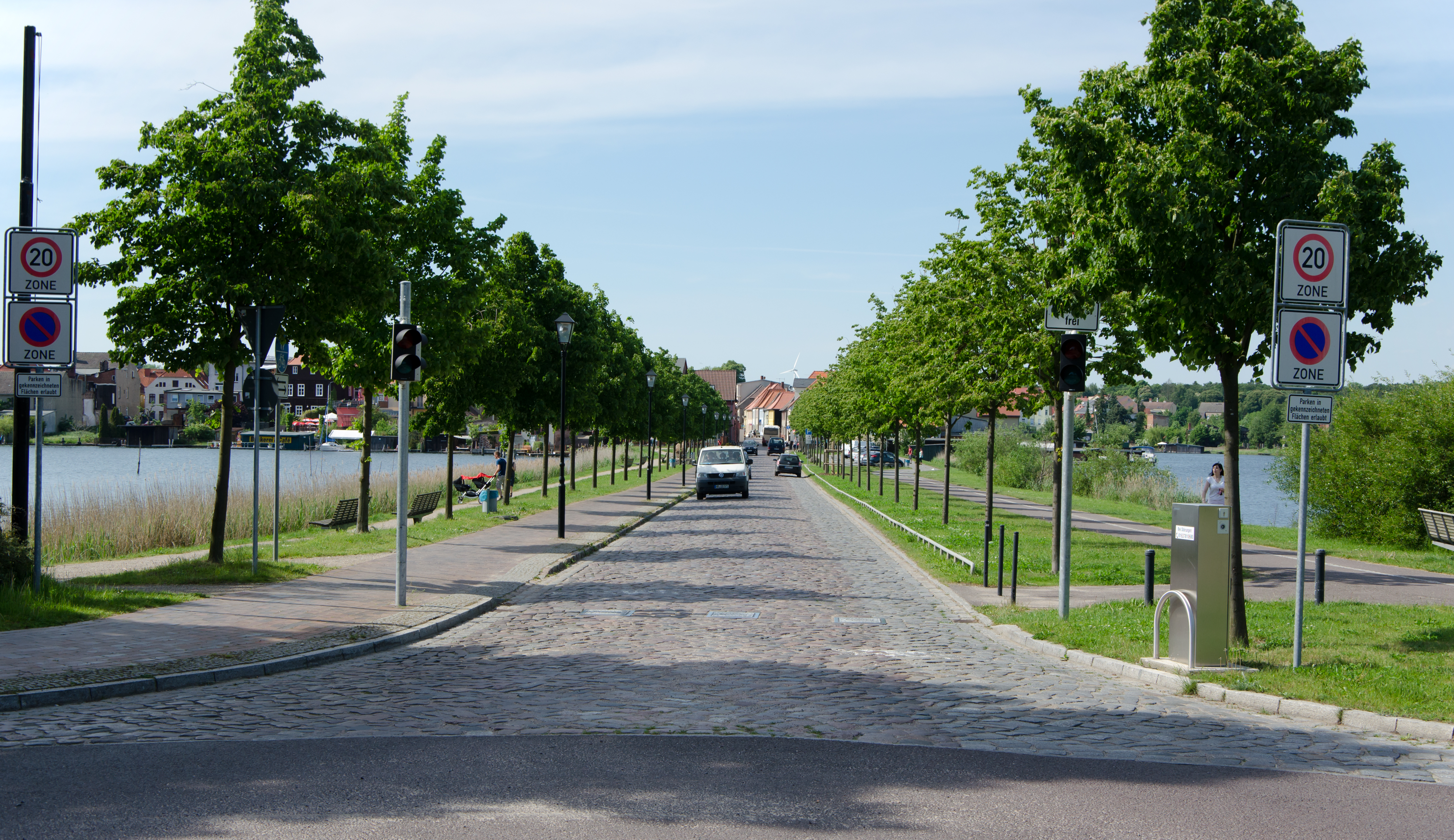
Blick über den Damm